# Iván Zamorano
Iván Luís Zamorano (Santiago, 18 de janeiro de 1967) é um ex-futebolista chileno. É considerado um dos maiores jogadores chilenos de todos os tempos ao lado do contemporâneo Marcelo Salas e também de Leonel Sánchez e Elías Figueroa. Marcou um total de 287 gols em sua carreira.

## Biografia
Zamorano, chamado pelos torcedores chilenos de El Bam-Bam, sua carreira se caracteriza por uma grande ambição esportiva, um esforço comovente e uma luta obsessiva contra a adversidade. Começou sua carreira nas divisões inferiores da equipe do Cobresal, mas começou a jogar profissionalmente no time do Trasandino em 1985.
Em 1990, transfere-se para a equipe espanhola do Sevilla e em 1992 para o Real Madrid. No clube Merengue conquista seus primeiros títulos europeus: a Copa do Rei e a Supercopa da Espanha, em 1993 e o Campeonato Espanhol, em 1995 e sendo artilheiro do campeonato com 28 golos.
Em 1996, transfere-se para a Internazionale de Milão, Itália, e lá conquista a Copa da UEFA em 1998.
Na Copa do Mundo de 1998 foi o escolhido como capitão da Seleção Chilena e sua equipe caiu apenas diante do Brasil. Ainda com a seleção de seu país, participou dos Jogos Olímpicos de Sydney, em 2000, e não só foi o artilheiro do torneio olímpico de futebol, com seis gols, como trouxe uma inédita medalha de bronze para o Chile.
Em 2001, transfere-se para o América, do México. Lá conquista a torcida e o Campeonato Mexicano de 2002. Encerrou a carreira futebolística em 2003 na equipe do Colo-Colo cumprindo um antigo desejo de seu pai.
Atualmente é um empresário de sucesso e trabalha nas empresas Boris e Gordon.

## Títulos
Cobresal
- Copa Chile 1988

 Real Madrid
- Copa do Rei: 1993
- Supercopa da Espanha: 1993
- Campeonato Espanhol: 1995

 Internazionale
- Copa da UEFA: 1998

 América
- Campeonato Mexicano - 2002

## Campanhas de destaque
Seleção Chilena de Futebol
- Jogos Olímpicos: medalha de bronze - 2000
- Copa América: 2º lugar - 1987; 3º lugar - 1991

## Artilharia em campeonatos
Seleção Chilena de Futebol
- Jogos Olímpicos: 6 gols - 2000

 Trasandino
- Campeonato Chileno (2º Divisão): 35 gols - 1985

 Cobresal
- Campeonato Suiço: 23 gols - 1989-1990

 Real Madrid
- Campeonato Espanhol: (Vice-artilheiro) - 26 gols - 1992-1993
- Campeonato Espanhol: 28 gols - 1994-1995